# Aljona Sergejewna Makarowa
Aljona Sergejewna Makarowa (russisch Алёна Сергеевна Макарова; geb. Iwanowa/Иванова; * 4. Oktober 1994 in Ischewsk, Udmurtien) ist eine russische Biathletin, die seit 2020 für Moldawien startet.

## Sportliche Laufbahn
Aljona Makarowa bestritt seit Beginn der 2010er Jahre auf nationaler Ebene Wettkämpfe und repräsentierte die Region Udmurtien. Dabei wurde sie zwar nie in die Nationalmannschaft aufgenommen, gewann aber 2017 und 2020 jeweils eine Silbermedaille mit der Staffel bei russischen Meisterschaften. In Vorbereitung auf die Saison 2020/21 wechselte sie dann mit einigen weiteren russischen Athleten in den Kader der Republik Moldau und wurde sofort in die Nationalmannschaft aufgenommen.
Ihr Debüt im IBU-Cup gab Makarowa Anfang 2021 am Arber, konnte aber weder dort noch bei den Europameisterschaften überzeugen. Dennoch gewann sie kurz darauf ihre ersten Ranglistenpunkte, im verkürzten Einzelwettkampf von Osrblie belegte sie Rang 31. Knapp an den Top 10 lief die Moldawierin bei den Sommerbiathlon-Weltmeisterschaften 2021 vorbei, im Verfolgungsrennen erreichte sie Platz elf. Zu Beginn des Winters 2021/22 gab sie schließlich ihren Einstand im Weltcup und erzielte in Östersund zwei Ergebnisse unter den besten 70. Trotzdem bestritt sie daraufhin Rennen im IBU-Cup und überraschte in Osrblie mit Rang neun im Sprint. Für die Olympischen Spiele wurde Makarowa nicht nominiert, am Saisonende wurde sie in Otepää 62. des Sprints und belegte zudem an der Seite ihres späteren Ehemanns Maxim Makarow Platz 15 im Single-Mixed-Bewerb. Die folgende Saison ließ sie aufgrund ihrer Schwangerschaft aus.
Zurück im Wettkampfgeschehen erreichte Makarowa zu Beginn der Saison 2023/24, erneut in Östersund, ihren ersten Verfolgungswettkampf auf der höchsten Ebene und schloss diesen als 46. ab. Im Februar 2024 nahm sie erstmals an Weltmeisterschaften teil und wurde immerhin 63. des Einzels sowie 18. mit der Mixedstaffel, beim darauf folgenden Wochenende in Oslo gewann sie als 34. des Einzels erste Weltcuppunkte. Im Folgewinter verlor die Moldawierin zwei Prozentpunkte im läuferischen Bereich und konnte damit die vorherigen Ergebnisse nicht bestätigen.

## Persönliches
Aljona Iwanowa ist seit 2023 mit ihrem Teamkollegen Maxim Makarow verheiratet und seit demselben Jahr Mutter einer Tochter.

## Statistiken

### Weltcupplatzierungen
Die Tabelle zeigt alle Platzierungen (je nach Austragungsjahr einschließlich Olympische Spiele und Weltmeisterschaften).
- 1.–3. Platz: Anzahl der Podiumsplatzierungen
- Top 10: Anzahl der Platzierungen unter den ersten zehn (einschließlich Podium)
- Punkteränge: Anzahl der Platzierungen innerhalb der Punkteränge (einschließlich Podium und Top 10)
- Starts: Anzahl gelaufener Rennen in der jeweiligen Disziplin
- Staffel: inklusive Mixed- und Single-Mixed-Staffeln

| Platzierung               | Einzel | Sprint | Verfolgung | Massenstart | Staffel | Gesamt |
| ------------------------- | ------ | ------ | ---------- | ----------- | ------- | ------ |
| 1. Platz                  |        |        |            |             |         |        |
| 2. Platz                  |        |        |            |             |         |        |
| 3. Platz                  |        |        |            |             |         |        |
| Top 10                    |        |        |            |             |         |        |
| Punkteränge               | 1      |        |            |             | 6       | 7      |
| Starts                    | 6      | 17     | 2          |             | 7       | 32     |
| Stand: Saisonende 2024/25 |        |        |            |             |         |        |

### Weltcupwertungen
Ergebnisse bei Weltcups (Disziplinen- und Gesamtweltcup) gemäß Punktesystem.
| Saison  | Einzel | Einzel | Sprint | Sprint | Verfolgung | Verfolgung | Massenstart | Massenstart | Gesamt | Gesamt |
| Saison  | Platz  | Punkte | Platz  | Punkte | Platz      | Punkte     | Platz       | Punkte      | Platz  | Punkte |
| ------- | ------ | ------ | ------ | ------ | ---------- | ---------- | ----------- | ----------- | ------ | ------ |
| 2023/24 | 63.    | 6      | –      | –      | –          | –          | –           | –           | 87.    | 6      |

### Biathlon-Weltmeisterschaften
Ergebnisse bei den Weltmeisterschaften:
| Weltmeisterschaften | Weltmeisterschaften | Einzelwettbewerbe | Einzelwettbewerbe | Einzelwettbewerbe | Einzelwettbewerbe | Staffelwettbewerbe | Staffelwettbewerbe | Staffelwettbewerbe |
| Jahr                | Ort                 | Einzel            | Sprint            | Verfolgung        | Massenstart       | Damenstaffel       | Mixedstaffel       | S.-M.-Staffel      |
| ------------------- | ------------------- | ----------------- | ----------------- | ----------------- | ----------------- | ------------------ | ------------------ | ------------------ |
| 2024                | Nové Město          | 63.               | 83.               | –                 | –                 | –                  | 18.                | –                  |
| 2025                | Lenzerheide         | 74.               | 74.               | –                 | –                 | 18.                | –                  | –                  |